# Notre-Dame-des-Millières
Notre-Dame-des-Millières là một xã thuộc tỉnh Savoie trong vùng Rhône-Alpes ở đông nam nước Pháp. Xã này nằm ở khu vực có độ cao từ 311-2279 mét trên mực nước biển.